# Berta Arocena de Martínez Márquez
Berta Arocena de Martínez Márquez (La Habana, 1 de mayo de 1901 - 1956) fue una periodista, sufragista y activista feminista cubana adscrita a la vanguardia cubana de las décadas de década de 1920 y década de 1930.

## Vida y obra
Nacida en La Habana, incursionó en la escritura desde muy niña; parte de su trabajo se encuentra disperso en revistas y periódicos. Se casó en 1926 con el periodista Guillermo Martínez Márquez, con quien tendría dos hijos: Berta en 1934 y Guillermo en 1941.

### Activismo
Junto a Renée Méndez Capote, fue una de las fundadoras del Lyceum el 1 de diciembre de 1928, una de las organizaciones feministas «más intelectuales y culturales» de su época donde ocupó el cargo de presidenta. A ellas se unieron Carmen Castellanos, Matilde Martínez Márquez, Carmelina Guanche, Alicia Santamaría, Ofelia Tomé, Dulce Marta Castellanos, Lilliam Mederos, Rebeca Gutiérrez, Sarah Méndez Capote, Mary Caballero, María Josefa Vidaurreta y María Teresa Moré, y organizaron una agrupación que abogó por el voto femenino, se transformó en una institución de cabildeo en el parlamento de Cuba y organizó diversos eventos feministas en dicho país.
Participó además en la fundación del Club Femenino de Cuba y la Unión Nacional de Mujeres, junto a varias otras escritoras tales como Ofelia Rodríguez Acosta, Lesbia Soravilla, Julieta Carreta y Tete Casuso.